# Представительство президента Украины в Крыму
Представительство президента Украины в Автономной Республике Крым (укр. Представництво президента в Автономній Республіці Крим, крымскотат. Qırım Muhtar Cumhuriyetinde Ukraina Prezidentiniñ temsilciligi, Къырым Мухтар Джумхуриетинде Украина Президентининъ темсильджилиги) — официальное представительство президента Украины в Автономной Республике Крым.

## История
Представительство президента Украины в Крыму было создано 17 декабря 1992 года, с принятием Закона Украины «О Представителе Президента Украины», где представительство президента Украины в Республике Крым определялось как орган исполнительной власти Украины по осуществлению полномочий, предусмотренных Конституцией Украины.
Должность представителя президента Украины в Крыму была создана лишь в 1994 году, Указом президента Украины Л. М. Кравчука «О Представительстве Президента Украины в Республике Крым» от 31 марта № 119/94. Первым представителем президента Украины в Республике Крым был назначен В. М. Горбатов, который занимал эту должность до 30 января 1996 года.
После аннексии Крыма Россией в 2014 году представительство продолжило своё существование. 16 мая 2014 года оно было переведено в город Херсон «с целью обеспечения восстановления деятельности представительства президента Украины в Автономной Республике Крым» в условиях фактического установления российской власти на территории полуострова. 22 мая 2014 года и. о. президента Украины Александр Турчинов назначил представителем президента Украины в Автономной Республике Крым Наталью Попович.
27 марта 2022 года во время оккупации Херсона российскими войсками офис Представительства был взломан оккупационными силами, в связи с чем офис Представительства в Херсоне временно прекратил свою работу, а его сотрудники продолжили работать дистанционно на контролируемой Украиной территории.

## Полномочия
Основными задачами Представительства были определены:
1. осуществление полномочий по обеспечению воплощения в жизнь Конституции и законов Украины по вопросам, относящимся к ведению Президента Украины как главы государства и главы исполнительной власти;
2. обеспечение взаимодействия органов государственной исполнительной власти Украины с соответствующими органами Автономной Республики Крым;
3. содействие однообразному применению актов законодательства;
4. осуществление предусмотренных Конституцией Украины полномочий по обеспечению прав и свобод граждан, государственного суверенитета Украины.

Представительство президента, согласно законодательству:
1. изучает состояние исполнения в Автономной Республике Крым Конституции и законов Украины, указов и распоряжений президента Украины, актов Кабинета министров Украины, принимает меры для обеспечения надлежащего выполнения актов законодательства Украины Верховным Советом Автономной Республики Крым и Советом министров Автономной Республики Крым, районными государственными администрациями и органами местного самоуправления в Автономной Республике Крым;
2. способствует соблюдению конституционных прав и свобод человека и гражданина и достижению межнационального согласия, социально-экономической и политической стабильности в Автономной Республике Крым;
3. анализирует нормативно-правовые акты Верховной Рады Автономной Республики Крым и Совета министров Автономной Республики Крым с точки зрения их соответствия Конституции и законам Украины и в случае необходимости вносит предложения об изменениях, отмене или приостановлении их действия;
4. готовит и подает на рассмотрение президенту Украины аналитические материалы по вопросам развития социально-экономических и политических процессов в Автономной Республике Крым;
5. способствует президенту Украины в решении кадровых вопросов в Автономной Республике Крым;
6. анализирует практику деятельности органов исполнительной власти и органов местного самоуправления, объединений граждан, религиозных организаций в Автономной Республике Крым, способствует их взаимодействию с органами государственной власти Украины, а также обобщает сведения об общественном мнении по экономической и социальной ситуации в Автономной Республике Крым, информирует Президента Украины по этим вопросам.

## Список представителей
- Валерий Миронович Горбатов (31 марта 1994 — 30 января 1996)
- Дмитрий Петрович Степанюк (31 января 1996 — 7 февраля 1997)
- Василий Алексеевич Киселёв (8 февраля 1997 — 29 июня 1999)
- Анатолий Васильевич Корнейчук (29 июня 1999 — 17 мая 2002)
- Александр Николаевич Диденко[укр.] (26 июня 2002 — 30 декабря 2004)
- Владимир Иванович Кулиш (22 октября 2005 — 17 мая 2006)
- Геннадий Геннадиевич Москаль (17 мая 2006 — 9 января 2007)
- Виктор Викторович Шемчук (22 февраля 2007 — 4 мая 2007)
- Владимир Петрович Хоменко (6 июня 2007 — 27 декабря 2007)
- Леонид Михайлович Жунько (30 января 2008 — 18 марта 2010)
- Сергей Владимирович Куницын (6 апреля 2010 — 13 ноября 2010)
- Виктор Тарасович Плакида (14 ноября 2010 — 12 января 2011); исполняющий обязанности
- Владимир Григорьевич Яцуба (13 января 2011 — 7 июля 2011)
- Виктор Тарасович Плакида (28 февраля 2012 — 27 февраля 2014)
- Сергей Владимирович Куницын (27 февраля 2014 — 26 марта 2014)
- Наталья Константиновна Попович[укр.] (22 мая 2014 — 17 августа 2017)
- Борис Владимирович Бабин[укр.] (17 августа 2017 — 3 декабря 2018)[7]
- Изет Рустемович Гданов[укр.] (3 декабря 2018 — 25 июня 2019); исполняющий обязанности
- Антон Александрович Кориневич[укр.] (25 июня 2019 — 25 апреля 2022)[8]
- Тамила Равилевна Ташева (25 апреля 2022 — 4 декабря 2024)[9]
- Ольга Николаевна Куришко (и. о. 5 декабря 2024 — 24 января 2025[10], с 24 января 2025)[11]

#### Заместители
- Изет Рустемович Гданов (17 августа 2017 — 16 июля 2019) — первый заместитель[12][13]
- Тамила Равилевна Ташева (с 25 октября 2019)[14]
- Дарья Александровна Свиридова (с 4 ноября 2019) — первый заместитель[15]

## Адрес
Представительство президента Украины в Автономной Республике Крым располагается по адресу: г. Киев, ул. М. Грушевского, 24/2